# CETRAM Constitución de 1917
El Centro de Transferencia Modal Constitución de 1917 es un CETRAM que da servicio a la zona sur de la Ciudad de México.

## Remodelación
En 2017, iniciaría la remodelación del CETRAM, esto para contar con espacios públicos seguros y limpios, además de proveerlo de zonas de convivencia y comercio. Las obras duraron un año con 10 meses y se dividió en tres etapas: la construcción del Área de Transferencia Modal Provisional, la redistribución de andenes y bahías para del Área de Transferencia Modal y un desarrollo comercial contemplado. Tiempo después el desarrollo comercial sería pospuesto, esto para construir las estación de Trolebús y Cablebús en 2022 para la estación.

## Conexiones
El CETRAM cuenta con las siguientes conexiones al transporte público de la Ciudad de México:
- (Cablebús) Línea 2: Constitución de 1917
- (Metro de la Ciudad de México) Línea 8: Constitución de 1917
- (Red de Transporte de Pasajeros de la Ciudad de México) Rutas: 1-D, 47-A, 57-A, 52-C, 159, 161, 161-C, 161-D, 161-E, 161-F, 162, 165-A
- (Trolebús de la Ciudad de México) Línea 10: Constitución de 1917
- (Red de Autobuses de la Ciudad de México) Rutas: 4-B